# Cédric Berthelin
Cédric Berthelin, né le 25 décembre 1976 à Courrières en France, est un footballeur français qui joue au poste de gardien de but. Il entraîne actuellement les gardiens du RC Lens et de l'équipe de Belgique espoirs.

## Biographie
En 1991, alors déjà joueur du RC Lens, il dispute la Coupe nationale des minimes avec la sélection de la Ligue du Nord-Pas-de-Calais. Parmi ses coéquipiers, le futur professionnel Alain Raguel.
Il prend sa retraite sportive en décembre 2013 pour devenir entraîneur des gardiens du KV Ostende, son dernier club.
Au cours de sa carrière, Cédric a joué plus de 100 matchs en 1re division belge, et 26 matchs en 2e division anglaise.

## Carrière
- 1989-2001 : RC Lens -  France
- 2001-2002 : ASOA Valence -  France
- 2002-2002 : Luton Town -  Angleterre
- 2002-2004 : Crystal Palace -  Angleterre
- 2004-jan.2008 : RAEC Mons -  Belgique
- jan.2008-2009 : FCV Dender EH -  Belgique
- 2009-décembre 2009 : Royal Excelsior Mouscron -  Belgique
- 2010-2013 : RAEC Mons -  Belgique
- 2013 : KV Ostende -  Belgique
- 2015 : Courtrai -  Belgique